# Islote

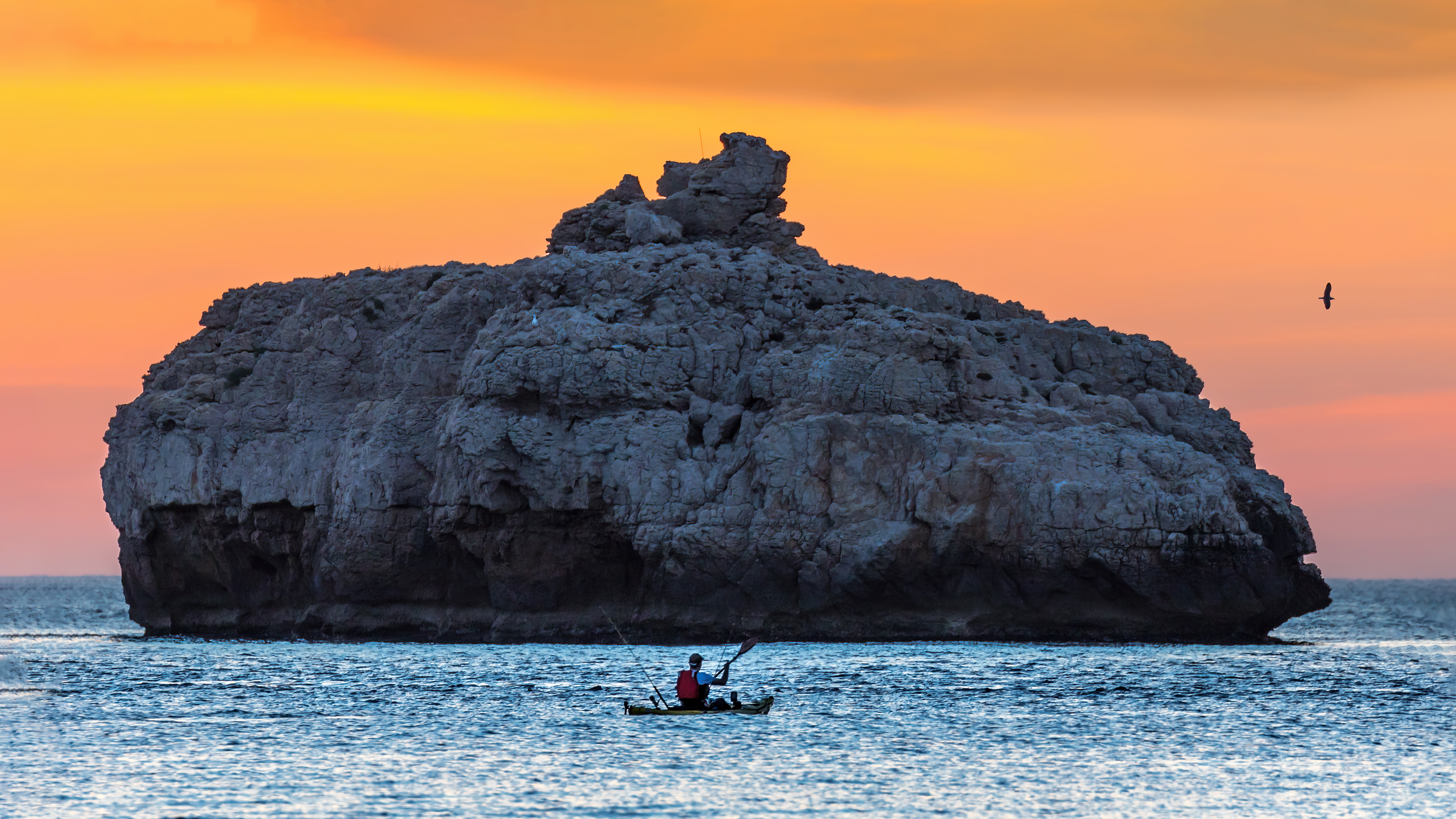
Ejemplo de un islote

Los islotes son pequeñas islas donde normalmente no viven seres humanos debido a su tamaño pequeño. El nombre proviene de islette, un diminutivo de isle en francés antiguo. A pesar de que los islotes estén sin población humana, estos pertenecen a un Estado.
Cuando una isla tiene un tamaño muy reducido se pasa a denominar islote. También se considera islote a los peñascos grandes rodeados por agua.

## Términos sinónimos
- Holm o holmen, usado en los países del Europa Septentrional.
- En el Caribe y Atlántico Occidental se usa el término cayo.
- En las islas del Canal, son identificados como hou.
- En Escocia e Irlanda, son denominados inches. En Irlanda también se les conoce como escollo (skerry).
- En Polinesia, se conocen como motu.
- Farallón.
- Isla mareal.
- Isla fluvial (para ríos).